# カナリア (企業)
カナリア株式会社（英語名称：canaria Inc.）は、神戸に拠点を構え、遠隔撮影用のリモコン雲台を開発・製造・販売している会社である。現在は主に映像業界である放送局各社、映像制作会社向け、及び医療用のリモコン雲台の製品を開発・製造・販売している。その他にも研究・開発、土木・建設の業界向けの製品も取り扱っている。

## 沿革
- 1970年4月 - 甲南エレクトロニクス個人創業
- 1980年8月 - 法人化　資本金500万円　代表取締投社長に岡田恒昌就任
- 1985年1月 - 資本金1,000万円に増資
- 2008年4月 - 「カナリア株式会社」に社名変更
- 2008年4月 - 代表取締投社長に岡田充弘就任

## 事業内容
- リモコン雲台製品の開発・製造・販売・レンタル
- Web・映像・CG制作、SEOコンサルティング
- HCパフォーマンスコンサルティング

## 主な製品
- ビデオカメラリモコン雲台（シングル）
- ビデオカメラリモコン雲台（マルチ）
- ビデオカメラリモコン雲台（ライト）
- 一眼レフリモコン雲台
- 3軸リモコン雲台
- PC制御リモコン雲台
- 高精度リモコン雲台
- 伸縮ポールリモコン雲台

## 主な取引実績
- テレビ局：日本放送協会、日本テレビ放送網、TBSテレビ、朝日放送他
- 機材レンタル：サークル、ビデオサービス、ティスマンサービス、ベスコ他
- メーカー：ソニー、パナソニック、キヤノン、三菱電機、トヨタ自動車他
- 大学：東京大学、早稲田大学、大阪大学、千葉大学、同志社大学他
- エネルギー：東京電力、中国電力、東北電力、大阪ガス他
- 建設：鹿島建設、大成建設、大林組、竹中工務店他
- 官公庁：国土交通省、通商産業省、横浜税関、大阪府警察、兵庫県警察他